# Dicranomyia (Glochina) sordida sordida
Dicranomyia (Glochina) sordida sordida is een ondersoort van de tweevleugelige Dicranomyia (Glochina) sordida uit de familie steltmuggen (Limoniidae). De ondersoort komt voor in het Palearctisch, Oriëntaals en Australaziatisch gebied.